# Lakhmides
c. 300 – 602
Entités suivantes :
- Sassanides

Les Lakhmides (en arabe : اللخميون) sont une tribu arabe préislamique ayant régné dans le sud de l’Irak depuis leur capitale, Al-Hira, pendant plus de trois siècles, de 300 à 602. 
Ayant émigré du Yémen au IIe siècle, ils régnèrent par intermittence en tant qu’alliés ou vassaux des rois Sassanides de Perse, entretenant des liens particulièrement étroits au VIe siècle, lorsque le royaume Lakhmide devint le rempart de la position sassanide en Irak contre Byzance et ses alliés arabes en Syrie, les Ghassanides. Bien qu'alliés des Sassanides, les Lakhmides furent très attachés à leurs traditions, gardant ainsi une culture typiquement arabe.
Rivaux des Ghassanides, ils faisaient partie de l'Église de l'Orient. Des ruines d'églises nestoriennes ont été découvertes dans la région, par exemple à Al-Jubayl. Cependant, tous les souverains lakhmides ne furent pas chrétiens. C'est le cas par exemple d'Al-Mundhir III ibn al-Nu'man.
Leur capitale, Al-Hira, fut un important centre de la culture arabe, du christianisme et de la poésie arabe et le siège d’un évêché pour les chrétiens nestoriens, exerçant ainsi une forte influence sur la vie religieuse de l’Orient et aidant le christianisme à pénétrer en Arabie.
Ils sont longtemps au service de la politique perse de contrôle des tribus arabes de leur empire. Leurs revenus viennent des bénéfices commerciaux, du butin de leurs expéditions principalement contre les tribus arabes et les autres populations des confins du Shâm, et du tribut versé par les tribus arabes soumises.
Aujourd'hui, les descendants des Lakhmides sont la famille princière Arslan, une famille druze descendante du prince Arslan ibn al-Mundhir et ayant régné sur le Mont-Liban[réf. souhaitée]. Actuellement, le chef de la famille est l'émir Talal Arslane.

## Origines
Le royaume des Lakhmides a été fondé par la tribu des Banu Lakhm qui a émigré du Yémen au IIe siècle. Comme les Ghassanides, ils sont une branche de la tribu Azd, issue de la lignée des  Arabes Qahtanites. Ayant habité la ville de Marib, ces derniers auraient migré un peu partout dans la péninsule arabique avant de s'installer en Irak. À partir du IIIe siècle, le royaume Lakhmide commence à prendre de l'importance lorsque ʿAmr b. ʿAdi (268-295) fait d'Al-Hira sa capitale et étend son pouvoir à travers le désert syrien et dans le nord de l’Arabie.
Selon la tradition arabe, il entra en conflit avec d'autres dirigeants locaux, notamment la reine Zénobie de Palmyre.

## Histoire
Vassaux des rois sassanides, les Lakhmides furent chargés de contenir les incursions Byzantines, Ghassanides et Bédouines en Irak. Bien que les rois Lakhmides furent pour la plupart adeptes du polythéisme arabe, certains rois se convertirent au christianisme tel qu'Imru'l-Qays (à ne pas confondre avec le poète Imru'l Qays), fils de ʿAmr I ibn Adi.
Ce dernier rêvait d’un royaume arabe unifié et indépendant et mena ainsi plusieurs campagnes militaires dans la région, s'emparant ainsi de nombreuses villes d'Arabie. Imru'l-Qays forma également une grande armée et fit du royaume une puissance navale constituée d'une flotte de navires opérant dans le golfe persique. De cette position, il attaqua les villes côtières de l’Iran alors en guerre civile en raison d'une crise de succession, pillant même le lieu d'origine des rois sassanides, la province du Fars.

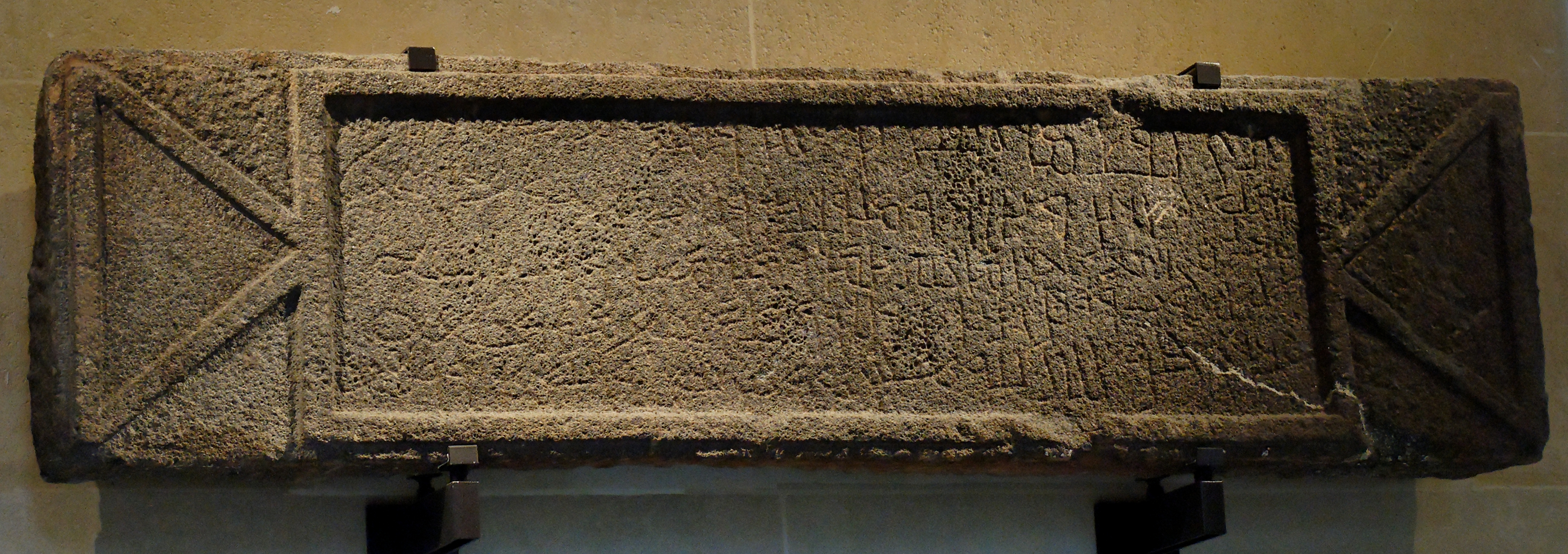
Inscription de Namara, épitaphe arabe de « Imru-l-Qays, fils de 'Amr, roi de tous les Arabes », inscrite en écriture nabatéenne. Basalte, daté du 7 Kesloul 223, c’est-à-dire du 7 décembre 328. Trouvé à Namara dans le Hauran (sud de la Syrie).

À la suite de ces campagnes, l'empereur sassanide Chapour II mena une expédition punitive contre les Lakhmides. Imru' al-Qays se retira alors à Bahreïn puis en Syrie pour demander l’aide de l’empereur romain Constantin. Il se convertit alors au christianisme mais mourut en 328 sans pouvoir réaliser son rêve et fut enterré à Namara où une inscription, célèbre sous le nom d'« inscription de Namara », commémore son règne et déclare :

« Ceci est le tombeau d’Imru' al-Qays, fils de 'Amr, roi de tous les Arabes, celui qui ceignit le diadème,
qui soumit (les deux tribus) d'Asad, (celle) de Nizar et leurs rois, qui dispersa (la tribu) Madh'hij jusqu'à ce jour, qui sortit
victorieux du siège de Najran, ville de Shammar, qui soumit la tribu de Ma'add, qui répartit entre ses fils
les tribus et organisa celles-ci comme corps de cavalerie pour les Romains. Aucun roi n'a atteint sa gloire
jusqu'à ce jour. II est mort en l'an 223, le septième jour de Kesloul. Que le bonheur soit sur sa postérité. »

Après la mort d'Imru'l-Qays, son fils 'Amr (328-363) lui succéda. Sa mère était Mariya al-Barriyah, une sœur du roi Ghassanide Tha’laba ibn 'Amr. À l'inverse de son père, ce dernier prêta allégeance aux Sassanides.
Les Lakhmides ont eu une grande influence politique, religieuse et culturelle dans la région et sont restés influents jusqu'au Ve siècle. Le roi al-Nuʿman I (390-418), appelé al-Aʿwar (Le Borgne) était réputé pour être un roi bâtisseur. Ce dernier avait notamment fait construire deux palais près d'Al-Hira, le Khawarnaq (en) et le Sadir qui étaient considérés à l'époque médiévale comme des « merveilles du monde ».
Son fils, al-Mundhir I (418-462), est célèbre pour avoir combattu les Byzantins et joué un rôle important dans les affaires politiques internes sassanides. Le prince sassanide Vahram V avait été élevé à la cour d'Al-Ḥira par al-Mundhir I, où il apprit le droit, le tir à l’arc et les arts équestres. Après l'assassinat de son frère aîné Chapour, Vahram V s'est emparé du trône sassanide face à Khosro l'Usurpateur et aux grands de Perse grâce à l’aide des Lakhmides,,.
Le dernier roi Lakhmide fut Al-Nu'man III bin al-Mundhir (580-602). Converti au christianisme, il fut le premier de sa lignée depuis l’époque d’Imru' al-Qays.

## Héritage
Au VIe siècle, Al-Hira, capitale des souverains Lakhmides, fut à son apogée. Les rois Lakhmides firent de la ville une cité prospère ornée de palais et de châteaux, un centre important de la culture arabe, du christianisme et de la poésie arabe, attirant certains des poètes les plus connus de l’Arabie préislamique tels que Ṭarafah ibn al-ʿAbd ou Al-Nābighah al-Dhubyānī.

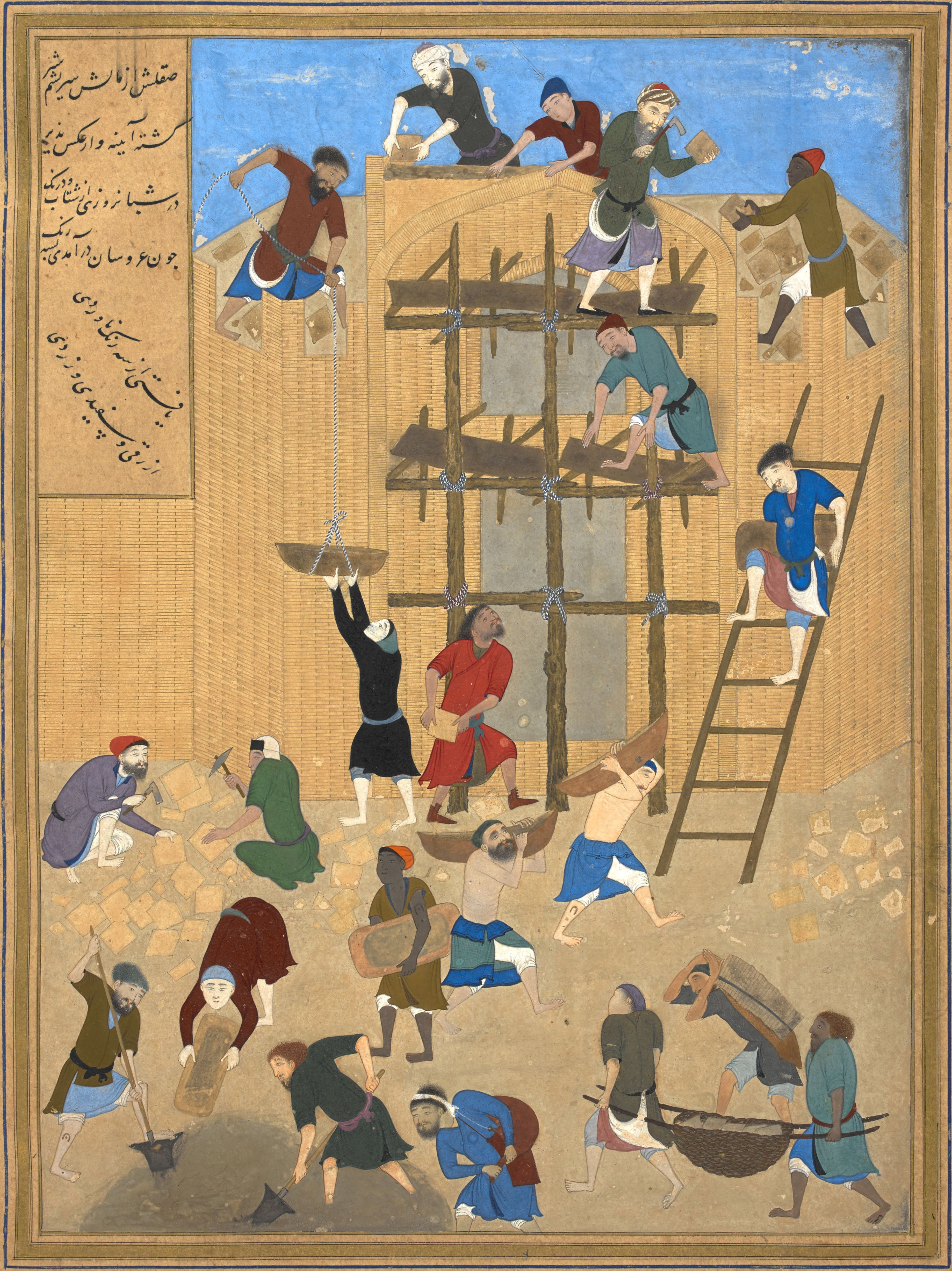
Miniature du XVe siècle, réalisée par Behzad et décrivant la construction du palais d’Al-Khawarnaq à Al-Hîra.

Bien que la plupart des rois Lakhmides sont restés fortement païens presque jusqu’à la fin, Al-Hira fut un centre majeur de piété et d’apprentissage chrétiens nestoriens dans le centre de l’Irak, avec sa célèbre population alphabétisée de chrétiens arabes, les ʿIbād, ses évêques, et ses nombreuses églises et monastères. Les ʿIbād (arabe : عِباد), était un groupe arabe chrétien nestorien aux origines tribales diverses (principalement Tamīm, Rabīʿa et Muḍar, Azd, Iyād et Lakhm). Ces derniers ont joué un rôle important dans le développement des sciences. C'est le cas par exemple de Hunayn ibn Ishaq.
Sous le règne d'Al-Mundhir III ibn al-Nu'man, le monastère important de Dayr al-Hind al-Kubrā fut fondé dans la ville d'Al-Hira par la reine Hind bint al-Harith, épouse du roi Al-Mundhir III et mère du prince 'Amr III ibn Hind.
Le rôle d’Al-Hira dans le développement de la poésie arabe et du christianisme arabe était ainsi particulièrement important et en tant que siège d’un évêché pour les chrétiens nestoriens, Al-Hira exerça une forte influence sur la vie religieuse de l’Orient, aidant le monothéisme chrétien à pénétrer dans la péninsule Arabique.
En ce qui concerne l'architecture, ayant activement favorisé la construction de palais, d'églises et de monastères, les Lakhmides ont laissé une empreinte significative sur l'urbanisme de la région. Ainsi, les palais du Khawarnaq (en) et du Sadir, considérés comme des « merveilles du monde », continuèrent à être utilisés par les premiers califes abbassides comme résidence de chasse.
Selon la tradition arabe, c'est à Hira que l’écriture arabe s’est développée.
Après la chute du royaume Lakhmide, le nom de famille « Arslan » fut donné aux descendants de la dynastie[réf. souhaitée]. En 759, à Beyrouth, le prince Arslan ibn al-Mundhir fonda la principauté de Sin-el-Fil[réf. souhaitée]. Cette principauté fut à l'origine de la Principauté du Mont-Liban, elle-même à l'origine de la fondation du Grand Liban[réf. souhaitée].
La dynastie Abbadide (1023-1091), qui régna sur la Taïfa de Séville en Al-Andalus au XIe siècle, était d’origine Lakhmide.

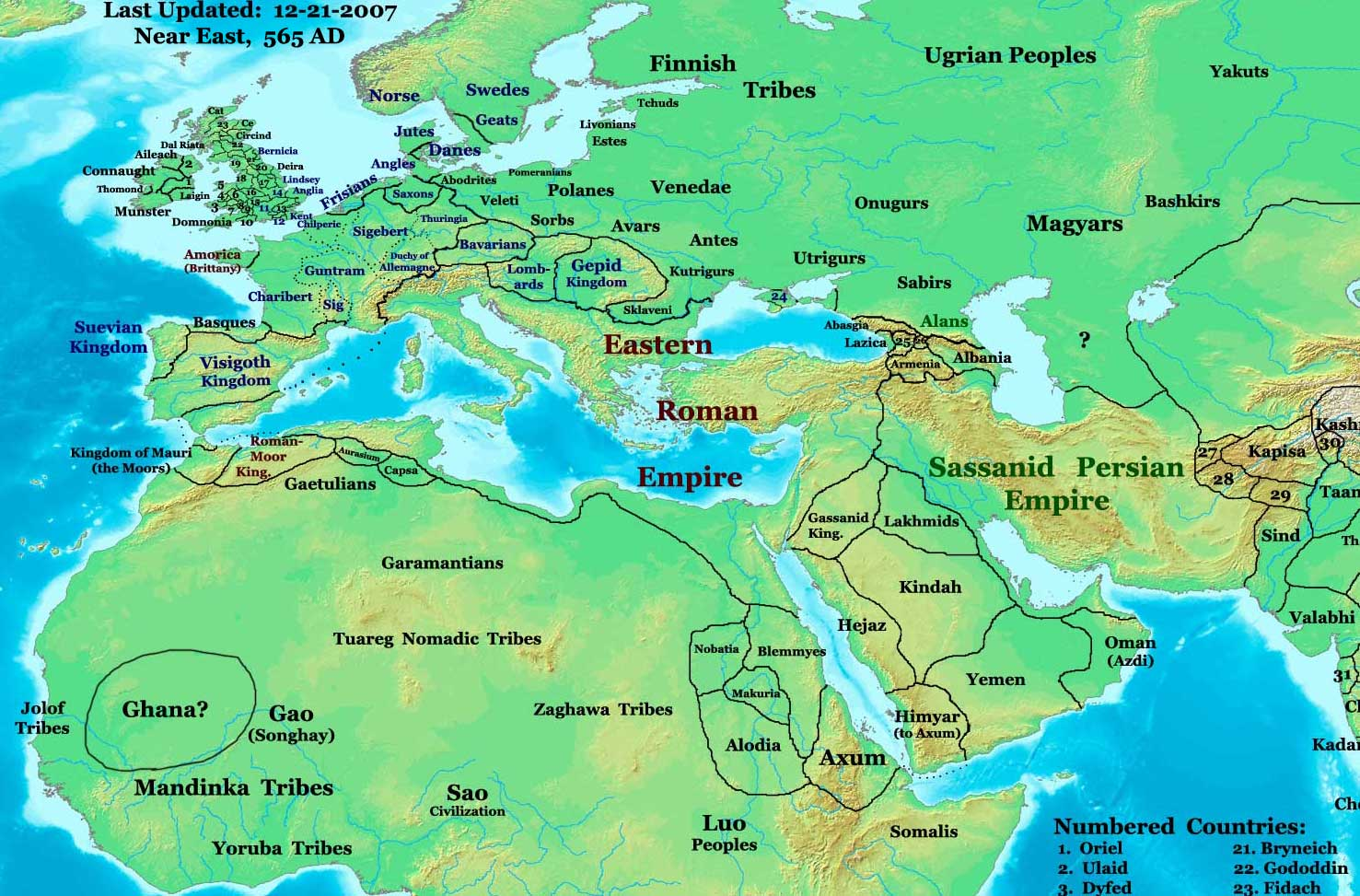
Proche-Orient vers 565.

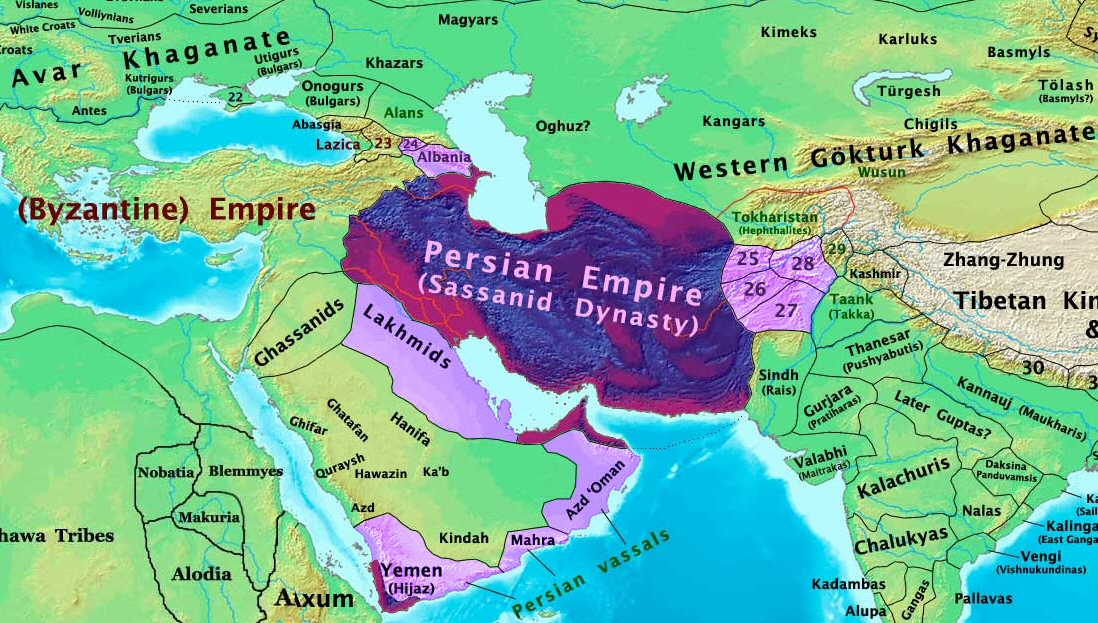
Proche-orient vers 600

## Liste des rois Lakhmides
- 268-295 : 'Amr I ibn Adi
- 295-328 : Imru' al-Qays I ibn 'Amr
- 328-363 : 'Amr II ibn Imru' al-Qays
- 363-368 : Aws ibn Qallam (usurpateur)
- 368-390 : Imru' al-Qays II ibn 'Amr
- 390-418 : al-Nu'man I ibn Imru' al-Qays
- 418-462 : al-Mundhir I ibn al-Nu'man
- 462-490 : al-Aswad ibn al-Mundhir
- 490-497 : al-Mundhir II ibn al-Mundhir
- 497-503 : al-Nu'man II ibn al-Aswad
- 503-505 : Abu Ya'fur ibn Alqama (usurpateur)
- 503-554 : al-Mundhir III ibn al-Nu'man
- 554-569 : 'Amr III ibn al-Mundhir
- 569-573 : Qabus ibn al-Mundhir
- 573-574 : Suhrab (gouverneur perse)
- 574-580 : al-Mundhir IV ibn al-Mundhir
- 580-602 : Al-Nu'man III bin al-Mundhir